# Izsó István
Izsó István, dr. (Miskolc, 1955. március 23. – ?, 2021. november 12.) magyar bányamérnök, jogász, bányászattörténész.

## Életpályája
A Miskolci Egyetemen kapott bányamérnöki diplomát 1981-ben, majd jogi diplomát 1994-ben. 1987 végéig a Borsodi Szénbányák alkalmazásában állt, Feketevölgy-aknán dolgozott különböző beosztásokban. 1987. december 15-től a miskolci Kerületi Bányaműszaki Felügyelőség állományába került, majd 1992. szeptemberétől annak vezetőjévé nevezték ki. Az 1993-tól a Felügyelőség jogutódjaként működő Miskolci Bányakapitányság vezetőjeként (bányakapitányként) tevékenykedett 2015 júniusáig. 
Szakmai körökben országos ismertségre és elismertségre tett szert. Hivatali munkája mellett 1994 és 2015 között a Miskolci Egyetem Műszaki Földtudományi Karán, meghívott előadóként bányajogot oktatott., 2009-től címzetes egyetemi docens. Az oktatás mellett két egyetemi tankönyv szerzője. 2015. júliusától 2019-ben bekövetkezett nyugdíjazásáig a Mátrai Erőmű Zrt. alkalmazásában állt.
Az egyetemi oktatással párhuzamosan kezdte tanulmányozni a magyar bányászat és bányajog történetét. E téren számos önálló kötet, illetve könyvfejezet, folyóiratcikk szerzőjeként ismert. Elsődleges célja e téren az elmúlt másfél évszázad bányászattörténeti kutatásainak egyfajta összegzése volt. E munka eredményeképpen jelent meg a Magyar Bányászat Évezredes Története c. sorozat IV. köteteként egy szakbibliográfia, V. köteteként pedig egy kronológia, de összegző munkái közé sorolhatók a bányatörvény-alkotás, a bányahatóság vagy a bányatárspénztárak történetét összefoglaló írások is. Az említett szakbibliográfia jelentősen kibővített adatbázis-változatát később saját Web-lapján (https://www.montanisticus.hu/ Archiválva 2021. május 19-i dátummal a Wayback Machine-ben, 2021. november első hetétől: https//www.montanisticus.webnode.hu) is közzétette. Az összegző munka sajátos hozadéka volt, hogy a bányászattörténet klasszikus műveit beszkennelte, melyek közül több mint százat (a szerzői jog által nem korlátozott műveket) a Magyar Elektronikus Könyvtárba is feltöltötte. Hasonlóképpen saját írásait is közzétette az interneten. 

## Díjai, elismerései
Bányakapitányi, illetőleg bányászattörténeti munkásságát tucatnyi hazai és külföldi, állami és szakmai kitüntetéssel ismerték el, többek között:
- Magyar Köztársasági Érdemrend kiskeresztje (1998)
- Szent Borbála miniszteri emlékérem (2001)
- Za Zásluhy” z Slovenská Banícka Spoločnosť (2010)
- Minister hospodárstva Slovenskej republiky: „Čestný odznak ministra za zachivanie tradícií” (2011)
- „A magyar bányászatért” arany emlékérem (2011)
- „Christoph Traugott Delius” emlékérem (2012)
- „Szent Borbála a bányászat védőszentje” jubileumi emlékérem (2014)
- „Za Zásluhy” z Banskoštiavnicko-hodrušský banícky spolok (2017)
- „Péch Antal” arany emlékérem (2021)
- Združenie baníckych spolkov a cechov Slovenska: „Svätá Barbora” kitüntetés

## Művei
- Izsó István:  A 90 éves Miskolci Bányakapitányság a bányászati szakigazgatás évezredes története tükrében. mek.oszk.hu. Miskolc (2001)  (Hozzáférés: 2017. június 13.) (pdf)
- Izsó István: A magyar bányajog fejlődésének átmeneti korszaka. In: Kor-kép. Dokumentumok és tanulmányok a magyar bányászat 1945-1958 közötti történetéből. Sopron (2002) http://www.mek.oszk.hu/09000/09009/index.phtml#
- Izsó István: A kőszénbányászat évszázados jogi vitája. In: „Egyedül a közhaszon kedvéért…” Tanulmányok a 250 éves magyar szénbányászat tiszteletére. Sopron (2003) https://library.hungaricana.hu/hu/view/SZAK_BANY_Kbmk_02/?pg=0&layout=s
- Izsó István: Magyar bányajog. Egyetemi jegyzet. Miskolc (2004) https://mek.oszk.hu/21100/21156/#
- Izsó István: 150 éves a bányakapitányságok intézménye Magyarországon. BKL. Bányászat 138. évfolyam 2005. 1. sz. 8-13 p. https://www.ombkenet.hu/bkl/banyaszat/2005/bklbanyaszat2005_1_03.pdf
- Izsó István: A selmeci bányajogról egy jeles évforduló alkalmából. BKL. Bányászat 138. évfolyam 2005. 3. sz. 29-34 p. https://www.ombkenet.hu/bkl/banyaszat/2005/bklbanyaszat2005_3_05.pdf
- Izsó István: Szemelvények a középkori montanisztika magyarországi történetének írott forrásaiból (1000-1526) Rudabánya, (2006) https://mek.oszk.hu/05800/05864/#
- Izsó István: Adalékok Telkibánya bányászatának 19-20. századi történetéhez. In: Bányászattörténeti Közlemények II. 2006. http://www.mek.oszk.hu/09000/09071/index.phtml#
- Izsó István: A kavicsbányászat jogi szabályozási rendszere. Egyetemi jegyzet.  Miskolc (2007) https://mek.oszk.hu/20600/20699/#
- Izsó István: A magyar bányajog történetének főbb állomásai. In: Bányászattörténeti Közlemények III. 2007. http://www.epa.oszk.hu/01400/01466/00003/pdf/01.pdf
- Izsó István – Izsó Luca: A bányatárspénztárak működésének bányajogi alapjai és felügyelete Magyarországon. In: A magyar bányaegészségügy története. Budapest (2007) https://mek.oszk.hu/09700/09716/
- Izsó István: A Bányászati és Kohászati Lapok és a BKL. Bányászat 1867-2007. (1.-140.) évfolyamainak bibliográfiája (2008) http://www.mek.oszk.hu/06300/06376/
- Izsó István: A magyarországi bányajogi szakirodalom bibliográfiája. Rudabánya (2008) https://mek.oszk.hu/06400/06469/#
- Izsó István: A montanisztika magyarországi történetének levéltári forrásai II. Sopron (2009) https://mek.oszk.hu/09300/09331/#
- Izsó István: Tudósítások a Magyar Királyság ásványkincseiről és bányászatáról a XVII. század közepétől 1830-ig Európában megjelent periodikákban. In: Bányászattörténeti Közlemények VII. 2009. https://epa.oszk.hu/01400/01466/00007/pdf/03.pdf
- Izsó István: Bányászattörténetünk legkorábbi irodalmi forrásairól. In: Bányászattörténeti Közlemények VIII. 2009. https://epa.oszk.hu/01400/01466/00008/pdf/
- Izsó István: A montanisztika magyarországi történetének forrásai és szakirodalma. A magyar bányászat évezredes története, IV. k. Budapest (2010) https://mek.oszk.hu/21100/21158/
- Izsó István: A Miskolci Bányakapitányság kerületének bányaipara. Miskolc (2011) https://mek.oszk.hu/10000/10046/#
- Izsó István: A magyar bányászat kronológiája, 1000-2000. A magyar bányászat évezredes története, V. k. (2014) https://mek.oszk.hu/21100/21157/
- Izsó István: Selmecbánya bányászatának kezdeteiről. Bányászattörténeti Közlemények XXV-XXVI. 2018. https://epa.oszk.hu/01400/01466/00024/pdf/
- Izsó István: A bányahatóság története Magyarországon (2019)
- Izsó István: Az ásványi anyagok világának bemutatása a legkorábbi, magyar nyelven megjelent enciklopédiában. Bányászattörténeti Közlemények XXVII-XXVIII. 2019. https://epa.oszk.hu/01400/01466/00025/pdf/EPA01466_banyaszttorteneti_kozlemenyek_2019_01-02_028-042.pdf
- Selmecbánya. Olvasókönyv. Szerk: Izsó István, Miskolc (2020) https://mek.oszk.hu/21100/21155/
- Körmöcbánya. Olvasókönyv. Szerk: Izsó István, Miskolc (2020) https://mek.oszk.hu/21100/21154/
- Selmecbánya anno. Képes album. Szerk: Izsó István, Miskolc (2020) https://mek.oszk.hu/20800/20851/
- Izsó István: A miskolci Izsó család története. Miskolc (2020) https://mek.oszk.hu/20600/20678/#
- Izsó István: Thurzó-Fugger krónika. Rudabánya (2020) https://mek.oszk.hu/20700/20736/#
- Izsó István: A Bányakapitányság palotája Miskolcon. Miskolc (2020) https://mek.oszk.hu/20700/20794/
- Izsó István: Összefonódó életutak. Miskolc (2020) https://mek.oszk.hu/20800/20853/
- Izsó István: Bányatörvény-alkotásunk krónikája, 1545-1945. Miskolc (2020) https://mek.oszk.hu/21700/21740/
- Izsó István: Opera breviori. Miskolc (2020) https://mek.oszk.hu/21700/21759/
- Izsó István: Természettudományos érdeklődés Magyarország és Erdély bányászata iránt Európában a XVII. század közepétől kezdődően. BKL. Bányászat, 153. évfolyam 2020. 1. sz. 17-23 p. https://www.ombkenet.hu/images/doku/2020/BANYASZ_2020_%201_szam_netre.pdf
- Izsó István: Magyarország bányászata Luigi Ferdinando Marsigli monográfiájában. Bányászattörténeti Közlemények XXIX-XXX. 2020. https://epa.oszk.hu/01400/01466/00026/pdf/
- Izsó István:Bányaszerencsétlenségek a történelmi Magyarországon (1867-1916).  BKL. Bányászat, 153. évfolyam 2020. 4. sz.  22-27 p. https://ombkenet.hu/images/doku/2020/banyaszat_%202020_4.pdf
- Izsó István: A fegyverszünettől a békeszerződésig: Kronológia és sajtószemle (1918. október 30. – 1921. december 16.) (2020) https://mek.oszk.hu/20300/20387/index.phtml#
- Izsó István: Magyarország bányászata és a trianoni békeszerződés. Honismeret, 2020. 6. sz. 79-84 p. https://honismeret.hu/sites/default/files/media/document/2021/01/21/honismeret_2020._6._szam_vegleges_1.pdf Archiválva 2022. december 13-i dátummal a Wayback Machine-ben

https://www.montanisticus.webnode.hu/ Archiválva 2021. május 19-i dátummal a Wayback Machine-ben